# Pedetes
Genre
Pedetes est un genre de rongeurs qui comprend les lièvres sauteurs actuels. Souvent considéré comme monotypique, les recherches faites à partir de la fin du XXe siècle tendent à confirmer l'existence dans ce genre de deux espèces africaines à part entière, l'une à l'est de l'Afrique : Pedetes surdaster, et l'autre au sud : Pedetes capensis.
Ce genre a été créé en 1811 par Johann Karl Wilhelm Illiger (1775-1813), un entomologiste et zoologiste allemand.  

## Espèces
Plusieurs espèces, à la fois actuelles et éteintes, sont classées dans le genre Pedetes. Elles comprennent :
- Lièvre sauteur sud-africain ou springhaas (Pedetes capensis)
- Lièvre sauteur d'Afrique de l'Est (Pedetes surdaster)
- Pedetes laetoliensis (Davies, 1987) (fossile du Pléistocène)[1]

Tout au long du XXe siècle, les espèces vivantes (et parfois préhistoriques) ont été regroupées sous P. capensis, ce qui rend le genre monotypique,.

## Écologie
Ces rongeurs sont généralement nocturnes et dorment pendant la journée dans des terriers qu'ils creusent. Ils se nourrissent de feuilles, de racines et d'autres matières végétales, ainsi que parfois d'arthropodes. À l'extérieur du terrier, ils se déplacent généralement en sautant sur leurs pattes arrière.
Lorsqu'une seule espèce de lièvre sauteur était reconnue, elle était classée vulnérable par l'UICN en 1996 en raison d'une diminution d'environ 20 % de la population au cours des dix années précédentes. Cela était dû à une chasse intense et à la perte d'habitat. Cependant, la tendance négative ne s'est pas maintenue, et les deux espèces sont maintenant répertoriées comme espèces de préoccupation mineure. Le pelage de ces rongeurs est connu pour émettre une couleur fluorescente lorsqu'il est observé sous une lumière noire,.

### Vocalisations
Ce rongeur dispose d'une gamme de vocalisations à sa disposition. Il peut grogner et émettre des sons similaires à des plissements. Ils ont également un appel de contact strident.

## Liste des espèces et sous-espèces
Selon Mammal Species of the World (version 3, 2005)  (11 octobre 2012) :
- Pedetes capensis (Forster, 1778) - Lièvre sauteur d'Afrique du Sud
- Pedetes surdaster (Thomas, 1902)